# 兰屿九节木
兰屿九节木（学名： ; 達悟語：Aoning）为茜草科九节属下的一个种。

## 扩展阅读
- 維基物種上的相關：兰屿九节木